# SSHFS

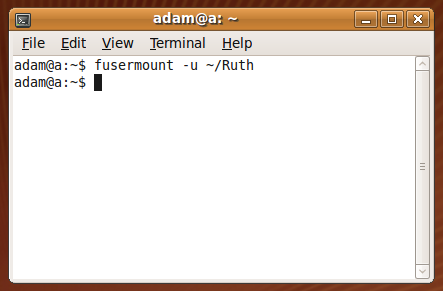
Odmontowanie zasobu SSHFS

SSHFS (ang. SSH Filesystem) – klient systemu plików umożliwiającym montowanie i operowanie na katalogach i plikach zlokalizowanych na zdalnym serwerze. Klient komunikuje się ze zdalnym systemem plików za pomocą protokołu SFTP.
Obecna implementacja SSHFS korzystająca z FUSE została przepisana przez Miklosa Szeredi, który jest jednocześnie autorem FUSE.